# Referéndum de independencia de Nueva Caledonia de 2021
El referéndum de independencia de Nueva Caledonia se llevó a cabo el 12 de diciembre de 2021. En esta ocasión, los habitantes de dicho territorio debieron elegir entre permanecer con su actual estatus con Francia o convertirse en un estado independiente. Este fue el cuarto referéndum de este tipo, siendo los anteriores el 1987, el 2018 y el 2020.

## Antecedentes
El anterior referéndum fue en 2020. En aquella ocasión, el 53.36% de los neocaledonios rechazaron la independencia, según el Acuerdo de Numea, se debían celebrar 3 referéndums para votar por la independencia de Nueva Caledonia o permanecer como territorio de Francia, la fecha para el tercer y último referéndum se fijó para el 12 de diciembre.

## Resultados
El 96% de los sufragantes votó por la permanencia de Nueva Caledonia en Francia, cuyo resultado se debe a que los grupos partidarios del sí habían llamado a no participar, alegando de que la pandemia de COVID-19 había impedido una campaña y votación en condiciones. La participación fue de menos del 44%.

## Reacciones
El presidente de Francia Emmanuel Macron declaró: "Esta noche Francia es más bella porque Nueva Caledonia ha elegido quedarse en ella. Se abre un periodo de transición que, liberada de la alternativa binaria entre el sí y el no, debe conducir a Francia y a Nueva Caledonia a construir un proyecto común reconociendo, respetando la dignidad de cada uno".